# Belina (Slowakei)
Belina (bis 1927 slowakisch „Beňa“ oder „Biena“, 1927 bis 1948 „Béna“; ungarisch Béna) ist eine Gemeinde in der Südslowakei. Sie liegt im nordwestlichen Teil des Berglandes Cerová vrchovina, 3 km südlich von Fiľakovo entfernt. Die große Mehrheit der Bevölkerung ist ungarischsprachig (2001 etwa 90 Prozent der Einwohner).
Das Gebiet der Gemeinde wurde 1240 erstmals als terra Baldun erwähnt, der Ort selbst taucht 1371 zum ersten Mal in schriftlicher Form als Bezin auf. Die Bewohner waren im Laufe der Jahrhunderte vor allem in der Landwirtschaft tätig. 1910 wohnten im Ort 410 Einwohner. Von 1938 bis 1945 gehörte der Ort auf Grund des Ersten Wiener Schiedsspruches zu Ungarn.
Die im Ort bestehende Kirche wurde 1896 errichtet.

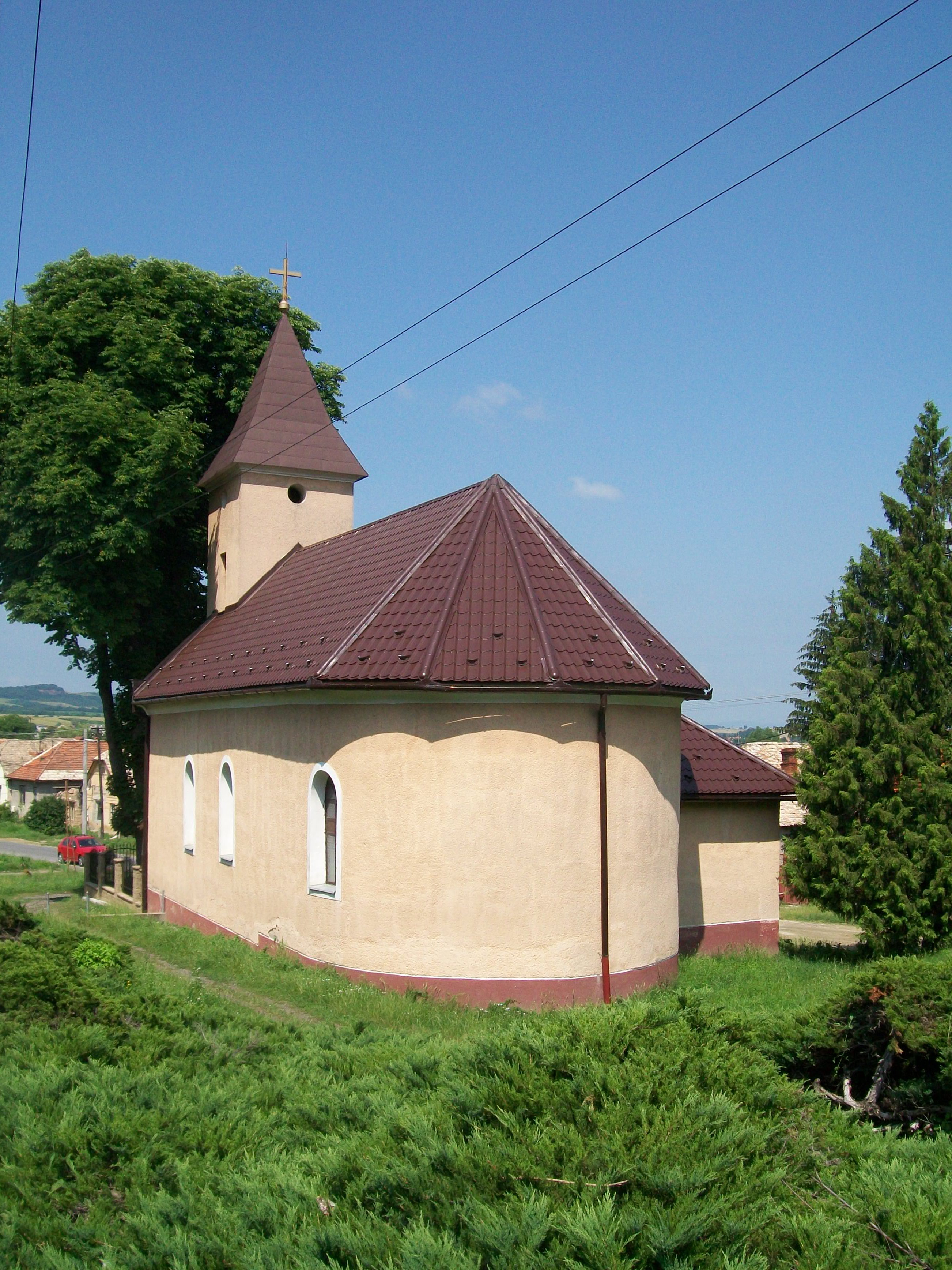
Römisch-katholische Kirche

## Bevölkerung
| Jahr                | 1994 | 2004    | 2014    | 2024    |
| ------------------- | ---- | ------- | ------- | ------- |
| Anzahl der Personen | 585  | 618     | 633     | 619     |
| Unterschied         |      | +5,64 % | +2,42 % | −2,21 % |

| Jahr                | 2023 | 2024    |
| ------------------- | ---- | ------- |
| Anzahl der Personen | 616  | 619     |
| Unterschied         |      | +0,48 % |